# Brienz/Brinzauls
Brienz/Brinzauls era una comuna suiza del cantón de los Grisones. El 1 de enero de 2015 se fusionó con las antiguas comunas de Alvaschein, Mon, Stierva, Tiefencastel, Alvaneu y Surava para constituir la nueva comuna de Albula/Alvra.

## Ciudades hermanas
- Birmensdorf.